# Calytrix paucicostata
Calytrix paucicostata är en myrtenväxtart som beskrevs av Lyndley Alan Craven. Calytrix paucicostata ingår i släktet Calytrix och familjen myrtenväxter. Inga underarter finns listade i Catalogue of Life.